# Sauna (film)
Sauna er en dansk film fra 2025, der er instrueret af Mathias Broe, som hermed fik sin debut som spillefilminstruktør. Filmen er en kærlighedsfortælling fra det københavnske queermiljø mellem den homoseksuelle cismand Johan, spillet af Magnus Juhl Andersen, og transpersonen William, spillet af Nina Rask. Manuskriptet er skrevet af Mathias Broe sammen med William Lippert og efter Mads Ananda Lodahls roman Sauna. Lodahl optræder selv i filmen i en cameorolle.
Filmen fik verdenspremiere ved Sundance Film Festival i USA i januar 2025 og blev også vist på OFFSpring-filmfestivalen i Odense, inden den fik dansk biografpremiere 24. april. Filmen er den første danske film med en transperson (Nina Rask) som hovedrolleindehaver.

## Handling
Johan arbejder i bøssesaunaen Adonis i København. Han er vant til uforpligtende mandesex, som han finder både i saunaen og via appen Grindr, og overrasker både sig selv og sin omgangskreds, da han indleder et forhold til transmanden William. De tos forelskelse bliver sat på en hård prøve, og filmen skildrer barriererne mellem den homoseksuelle cismand Johan og den transseksuelle William, som når William bliver smidt ud af Adonis, der kun er for mænd, og Johan føler sig sat udenfor, når han er sammen med Williams venner. Samtidig er der også forskel på de to kæresters klasse og miljø: Københavneren William har velhavende og forstående forældre, mens Johan fra Odense aldrig har fortalt sin far om sin seksualitet.

## Lokationer
Filmen er indspillet i København, hvor den i høj grad udspiller sig på virkelige lokationer i Københavns queermiljø som Amigo Sauna (i filmen kaldt "Adonis"), klubben Never Mind på Axeltorv og cruisingstedet Ørstedsparken. Instruktøren Mathias Broe sagde i et avisinterview ved filmens biografpremiere, at det havde været vigtigt at portrættere nogle af miljøets ikoniske steder så autentisk som muligt.

## Medvirkende
- Magnus Juhl Andersen som Johan
- Nina Rask som William
- Dilan Amin som Asif
- Morten Burian som Hans
- Anton Hjejle som Isak
- Klaus Tange som Michael

## Modtagelse

### Danmark
Filmmagasinet Ekko gav filmen fem stjerner og skrev, at filmen var en befriende fornyelse med to nye mandetyper i front, og at den var stærk i sin ligefremme miljøskildring. Såvel Berlingske som Politiken gav ligeledes Sauna fem stjerner/hjerter. I Kristeligt Dagblad skrev anmelderen, at filmen udover at fortælle en kærlighedshistorie også undersøgte samfundets seksuelle normer og viste, hvordan selv minoritetsmiljøer, der burde være åbne og inkluderende, ikke altid var det alligevel. Avisen gav filmen fire stjerner. I dagbladet Børsen fik filmen også fire stjerner. Avisen skrev, at filmen var en intim fortælling om kærlighed, tilhørsforhold og kampen for at finde sin identitet - noget, som alle kunne blive klogere på ved at se filmen. Børsen kaldte også   filmen for det seneste eksempel på et forår, der havde budt på et helt usædvanligt overflødighedshorn af glimrende danske film om vigtige og svære temaer af især nye filminstruktører som Magnus von Horns Pigen med nålen om abortspørgsmål, Jahfar Muataz' film om bandekonflikter Hele vejen, Sylvia Le Fanus Min evige sommer og Søren Greens Glasskår, der begge handlede om unges sorg og bekymringer, samt Zinnini Elkingtons Det andet offer om et sundhedsvæsen under pres. I Information kaldte Lone Nikolajsen Sauna for en vildt god dansk debutfilm.